# Jacques Antoine Marie de Cazalès
Jacques Antoine Marie de Cazalès, född 1 februari 1758, död 25 oktober 1805, var en fransk politiker.

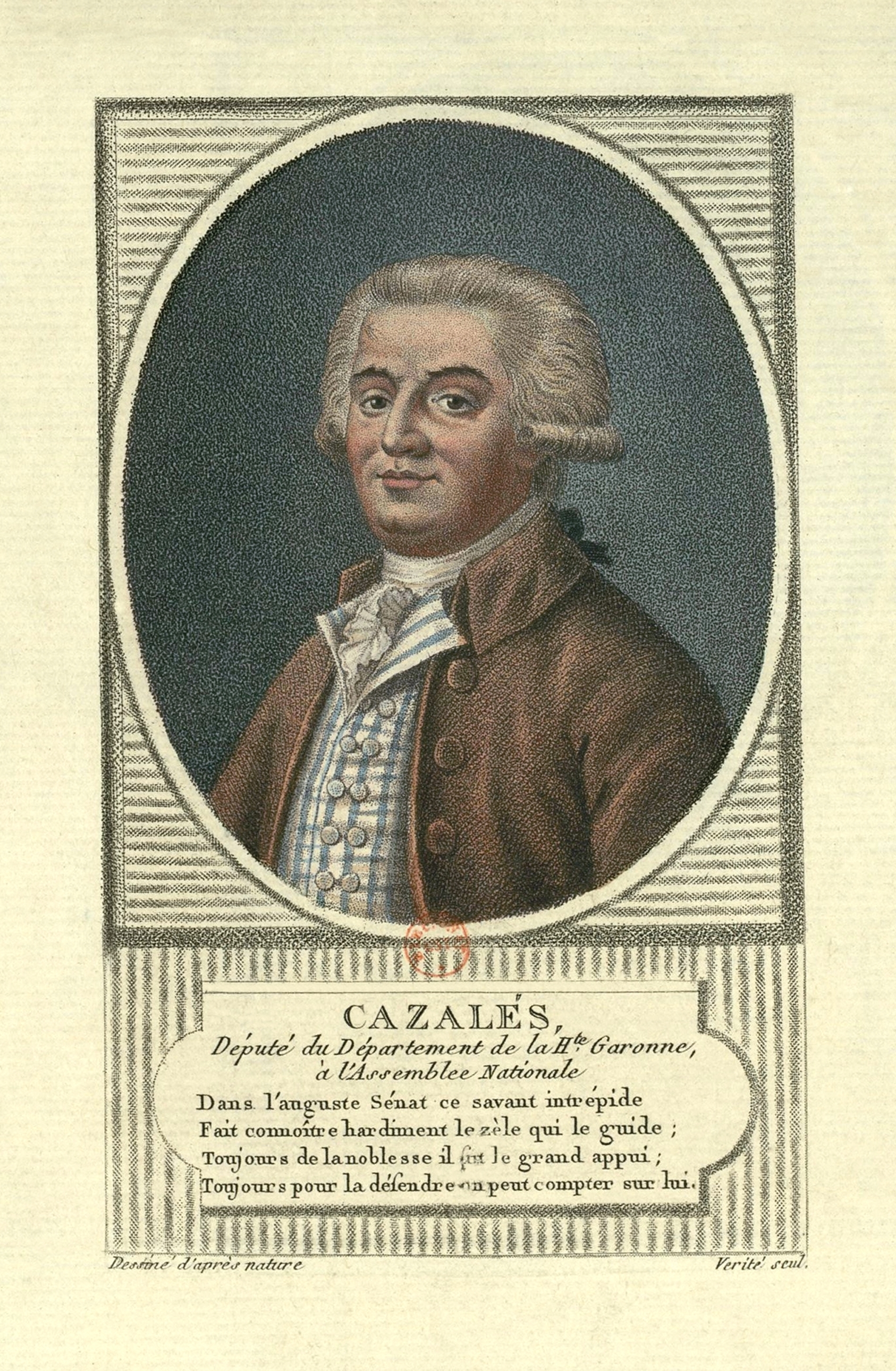
Jacques de Cazalès

Cazalès blev 1789 medlem av ständerförsamlingen som representant för adelsståndet, och kämpade här energiskt för adelns politiska rättigheter. Han ville, när konungen började tänka på eftergifter åt det tredje ståndet, "rädda konungadömet trots konungen". Efter nationalförsamlingens konstituerande blev han i denna en av högerpartiets främsta och mest outtröttliga ledare samt dess ovedersägligen störste vältalare och debattör. Cazalès som tillhörde sitt partis moderat sinnade element, var anhängare av ett tvåkammarsystem och kämpade för kungamaktens absoluta veto gentemot representationen. 1791 emigrerade han, deltog i emigranternas militära företag men återvände 1803 till Frankrike, där han levde obemärkt till sin död.